# Walter Pérez Villamonte
Walter Pérez Villamonte (Vilacaya, 3 de noviembre de 1936 – Sucre (ciudad, Bolivia), 29 de marzo de 2018) fue un obispo católico boliviano.

## Biografía
Nacido en Vilacaya, Potosí, hijo de Angélica Villamonte Chavarría y Primo Pérez Ponce. Comenzó sus estudios en el Seminario Menor de Sucre y filosofía y parte de teología en el Seminario Mayor de San Cristóbal en Sucre y en Chile. Fue ordenado en 11 de enero de 1959 en Sucre, arquidiócesis en la que ingresó.
Ejerció el ministerio en diversas parroquias rurales, en la Paróquia São Lázaro y São Roque em Sucre y después en Villa Serrano, donde dirigió en la Escuela Normal. Posteriormente, fue enviado a La Paz y, entre 1972 y 1975, fue capellán del Hospital del Tórax. En ese periodo, obtuvo el título de profesor de idiomas. A partir de 1978, volvió a ser profesor del Seminario Nacional San José de Cochabamba. Entre 1981 y 1982, obtuvo la licenciatura en teología moral. De 1984 a 1988, fue rector del Seminario Nacional de San José y ejerció la docencia en el Instituto Superior de Estudios Teológicos (ISET) de Cochabamba. Dio cursos de latín y teología moral. En seguida, se volvió secretario adjunto de la Conferencia Episcopal Boliviana. Prestó servicios pastorales en la Parroquia Espíritu Santo de la Diócesis de El Alto y en la Parroquia San Pedro de la Arquidiócesis de La Paz.
Participó en la Cuarta Conferencia General del Episcopado Latinoamericano, realizada en Santo Domingo en octubre de 1992, y en la Jornada Mundial de la Juventud realizada en Manila, en enero de 1995. Fue delegado del simposio internacional para la celebración do 30º aniversario del decreto conciliar Presbyterorum Ordinis, realizado en el octubre siguiente.
El 16 de diciembre de 1995, el Papa Juan Pablo II lo nombró obispo auxiliar de la Arquidiócesis de Sucre, como titular de Curubi. Su consagración episcopal tuvo lugar el 2 de febrero siguiente, fiesta de la Virgen María de la Candelaria, en la Catedral Metropolitana, presidida por el arzobispo Jesús Gervasio Pérez Rodríguez, OFM, teniendo como cocelebrantes Giovanni Tonucci, el nuncio apostólico y René Fernández Apaza, arzobispo de Cochabamba.
Fue elegido el 7 de marzo de 1998, obispo titular da Diócesis de Potosí, sufragánea de la Arquidiócesis de Sucre, que había estado vacante durante más de un año, desde que su ordinario, Edmundo Abastoflor, asumió el título de la Arquidiócesis de La Paz. Walter tomó posesión de su nueva diócesis el 13 de mayo siguiente, en una ceremonia solemne a la que asistieron su predecesor, quien también fue presidente de la Conferencia Episcopal Boliviana, y el nuncio apostólico Rino Passigato.
Su gobierno duró once años y seis meses. Debido a su precaria salud, Dom Walter presentó su dimisión a la Santa Sede, que aceptó su solicitud el 25 de noviembre de 2009, nombrando en el mismo acto a su sucesor, Dom Ricardo Ernesto Centellas Guzmán, entonces auxiliar.
A Walter le fue diagnosticado un cáncer de pulmón en octubre de 2017. Falleció cinco meses después, en 29 de marzo de 2018, en Sucre.